# Cory Booker
Cory Anthony Booker (* 27. dubna 1969 Washington, D.C.) je americký politik, senátor za New Jersey. Studoval na Stanfordově univerzitě a následně díky Rhodesovu stipendiu odešel do Anglie za studiem na Oxfordské univerzitě. Později docházel na právní fakultu Yaleovy univerzity.

## Politická kariéra
V roce 2002 neúspěšně kandidoval na post starosty newjersejského města Newark. O čtyři roky později byl se svou druhou kandidaturou úspěšný. Od října 2013, kdy funkci starosty opustil, je senátorem za New Jersey. Prvního února 2019 oznámil, že se bude ucházet o nominaci Demokratické strany na kandidáta pro volbu prezidenta Spojených států amerických 2020. Kvůli nedostatku finančních darů v pozdní fázi kampaně a nízkým výsledkům ve volebních průzkumech se nekvalifikoval na poslední dvě oficiální televizní debaty a 13. ledna 2020, necelé tři týdny před primárkami v Iowě, svou kandidaturu stáhl. Ve volbách v listopadu 2020 se proto uchází pouze o znovuzvolení do pozice senátora státu New Jersey.
V roce 2025 přednesl Booker vůbec nejdelší projev v americkém Senátu, když hovořil 25 hodin a šest minut proti krokům Trumpovy administrativy během jeho druhého funkčního období. Překonal tak 67 let starý rekord senátora Stroma Thurmonda.

## Osobní život
Počínaje rokem 1992 byl vegetariánem. V roce 2014 oznámil, že se po dobu jednoho roku bude stravovat jako vegan.